# Guerra Iran-Iraq
La guerra Iran-Iraq, conosciuta anche come la guerra imposta (in persiano جنگ تحمیلی‎, Jang-e-tahmīlī) in Iran e come la Qādisiyya di Ṣaddām (قادسيّة صدّام‎, Qādisiyyat Ṣaddām) in Iraq, fu una guerra combattuta tra i due Paesi dal settembre 1980 all'agosto 1988. Ai tempi del conflitto era chiamata dagli storiografi guerra del Golfo (Persico), notazione sopravvissuta fino all'invasione irachena del Kuwait (2 agosto 1990).
Il casus belli fu l'invasione irachena dell'Iran, avvenuta il 22 settembre 1980 dopo una lunga storia di dispute sul confine, attriti tra i regimi in causa (dittatoriale-laico quello iracheno, teocratico-dittatoriale quello iraniano, che si trasformò in repubblica islamica illiberale, ma multipartitica alla fine della guerra). L'Iran sostenne di esser stato vittima dell'attacco iracheno: infatti gli iracheni attaccarono per primi e di sorpresa, senza una formale dichiarazione di guerra.
All'inizio del settembre 1980, il dittatore iracheno Saddam Hussein sconfessò il trattato che regolava la disputa confinaria siglato nel 1975, dal suo predecessore Aḥmad ʿAlī Ḥasan al-Bakr con lo scià Moḥammad Reża Pahlavī, allora regnante in Iran. Curiosamente, entrambi i contendenti non erano soddisfatti degli accordi confinari siglati dai rispettivi predecessori: l'Iraq si rifaceva al vecchio confine ottomano in vigore fino al 1920, e l'Iran avrebbe desiderato annettersi tutto l'Iraq meridionale, a predominanza sciita, la stessa confessione religiosa maggioritaria all'interno della Repubblica Islamica. Con lo scoppio della guerra, l'Iraq ristabilì le relazioni diplomatiche con gli Stati Uniti nel 1983, relazioni interrotte nel 1967 a seguito della guerra dei sei giorni con Israele. L'Unione Sovietica, invece, aiutò direttamente con forniture militari l'Iraq e indirettamente l'Iran tramite la Siria. Dopo i primi, brucianti successi da parte dell'esercito iracheno, la guerra si trasformò in un'estenuante guerra di posizione e in un reciproco bagno di sangue.
Il Consiglio di sicurezza delle Nazioni Unite richiamò all'ordine più volte entrambi i governi, ma il cessate il fuoco non fu decretato prima del 20 agosto 1988, e lo scambio dei prigionieri di guerra non fu possibile fino al 2003. Il conflitto sconvolse irrimediabilmente gli equilibri della regione, e i suoi effetti si fecero sentire pesantemente nell'immediato dopoguerra: due anni dopo l'armistizio, infatti, l'Iraq invase il Kuwait nel tentativo di ottenere un riscatto economico e politico dallo stallo che ne era derivato.

## Antefatto

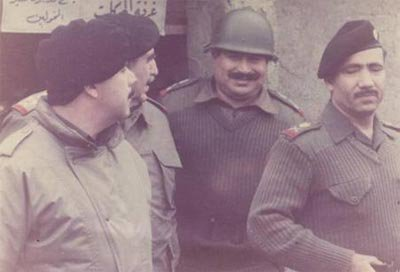
Alcuni tra i più importanti comandanti militari iracheni durante la guerra: da destra ʿAdnān Khayr Allāh, ʿAbd al-Jabbār Khalīl Shanshāl, Sulṭān Aḥmad Hāshim al-Tāʾī e Māher ʿAbd al-Rashīd

La guerra del 1980-88 per l'egemonia nella regione del Golfo Persico affonda le proprie radici nella millenaria rivalità tra le regioni della Mesopotamia e della Persia.
Prima della nascita dell'Impero ottomano, l'odierno Iraq era parte dell'Impero persiano sotto una quantità di dinastie, e vi rimase fino a che il sultano Murad IV strappò la regione al controllo dei Safavidi nel 1638. Le dispute sui confini proseguirono fino al termine della prima guerra mondiale nel 1918, anno in cui l'Impero ottomano si disciolse e la regione entrò nella sfera britannica, che ereditò, oltre ai territori, tutte le tensioni tra Turchia e Persia.
Nel 1979 la Rivoluzione iraniana sovvertì il potere dello Scià e invertì il ruolo della classe dirigente; l'Iraq, che aveva negoziato con l'imperatore persiano la fine del sostegno di Teheran alle attività indipendentiste dei curdi iracheni, e una gestione moderata della questione sciita (che in Iraq generava aspre dissidenze tra la maggioranza seguace dello sciismo e la minoranza dominante sunnita) divenne oggetto di una quantità di provocazioni di frontiera. Alcuni colloqui con lo Scià portarono allo studio di un piano iracheno per invadere fulmineamente il Paese vicino approfittando della semi-smobilitazione delle forze armate, e strappare la ricca regione del Khūzestān e la città di Shush.
La propaganda del partito Ba'th (in arabo: "Rinascita", "Risorgimento") cominciò dunque a lavorare attraverso i mass media iracheni, mostrando immagini di un Khuzestan presentato come la nuova provincia irredenta, e annunciando la sostituzione del nome del capoluogo in Nāṣiriyya, secondo la filosofia per la quale tutte le città iraniane passate sotto il controllo iracheno avrebbero preso nomi arabi. Lo stesso Golfo Persico, veniva chiamato "Golfo Arabico" e così il Mar Caspio veniva chiamato "Lago Arabico".
Un altro fattore che contribuì alle ostilità tra le due nazioni fu il pieno controllo dei corsi d'acqua dello Shatt al-ʿArab all'estremo nord del Golfo Persico, che costituivano un fondamentale canale di trasporto del petrolio per entrambe le economie. Nel 1975, il segretario di Stato Henry Kissinger ammonì di mettere un freno agli attacchi verbali all'Iraq da parte di Mohammad Rezā Pahlavī, Scià iraniano, sulla disputa del corso d'acqua conteso. Poco tempo dopo Iran e Iraq siglarono gli accordi di Algeri, in cui l'Iraq accettò come linea di confine dello Shaṭṭ al-ʿArab la linea di massima portata del corso d'acqua (thalweg), in cambio di una normalizzazione dei rapporti diplomatici.

## L'invasione irachena
1980

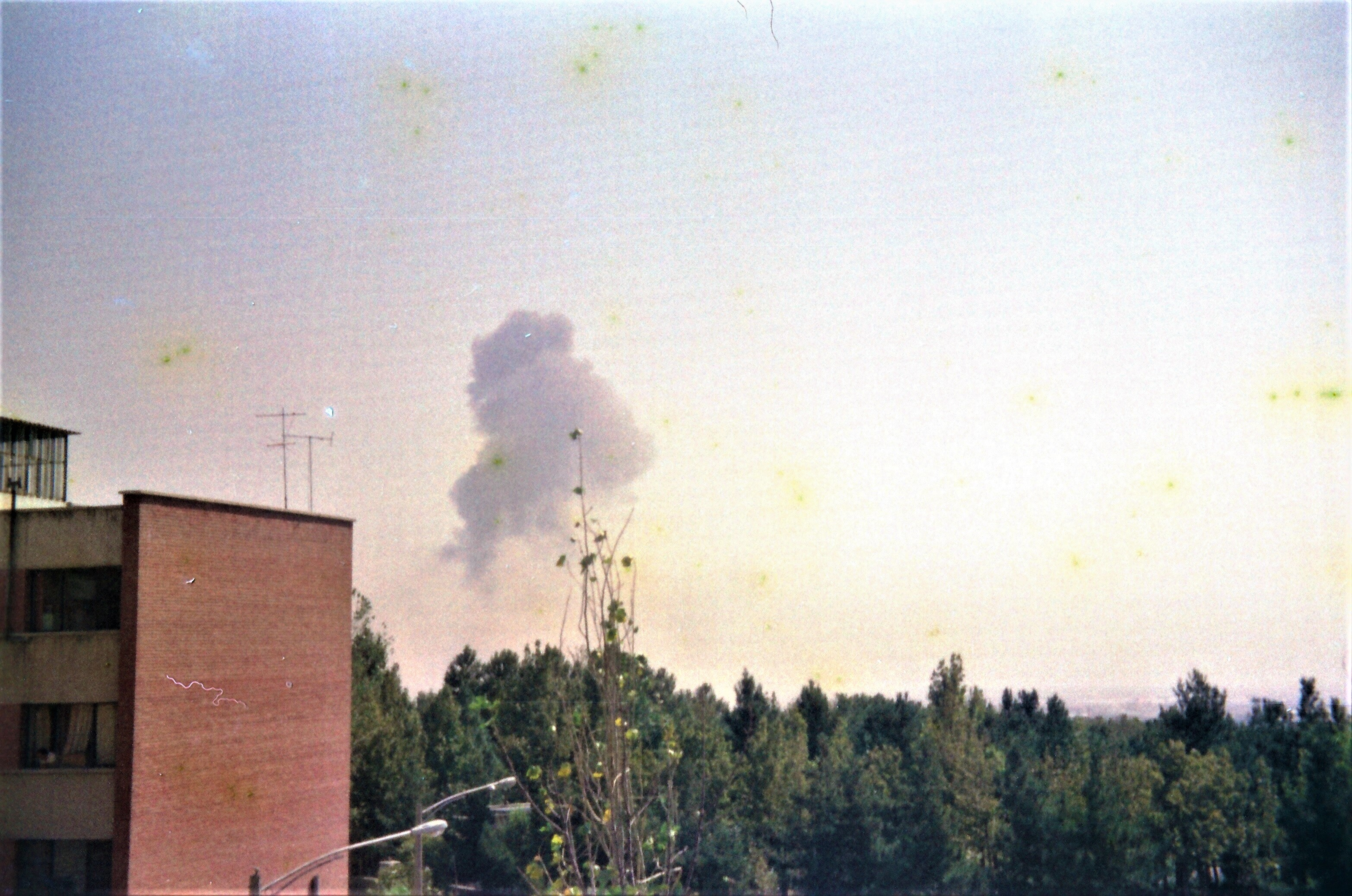
22 settembre 1980 - Teheran

- 13 settembre: primi scontri sul confine provocano oltre 200 morti
- 21 settembre: l'Iraq invade l'Iran, immediatamente cominciano bombardamenti, colpita Abadan
- 28 settembre: il Consiglio di sicurezza delle Nazioni Unite richiede un "cessate il fuoco". L'Iraq, avendo invaso ampiamente i territori oggetto di disputa, sarebbe disponibile. L'Iran non aderisce.
- 2 novembre: l'Iran detta le sue condizioni per il rilascio degli ostaggi americani
- 10 novembre: l'Iraq conquista il porto di Khorramshahr
- 20-24 novembre: missione diplomatica di pace di Olaf Palme, inviato dall'ONU
- 23 novembre: controffensiva iraniana e prime significative sconfitte irachene (l'Iraq ha già conquistato circa 7000 km² di territorio iraniano)

1981
- gennaio: l'Iraq respinge la controffensiva iraniana
- 11 gennaio: il presidente USA Jimmy Carter offre all'Iran 10 milioni di dollari per il rilascio dei 52 ostaggi, il 18 accordo di massima, gestito per gli USA da Cyrus Vance, il 20 gli ostaggi sono liberati
- 7 maggio: colpito da aerei iraniani l'impianto industriale iracheno di Dawra, sospetta centrale nucleare
- 7 giugno: colpito da aerei israeliani l'impianto nucleare iracheno di Tammuz-Osirak; Israele accusa Francia e Italia di fornire assistenza all'Iraq per la realizzazione di ordigni nucleari
- 18 giugno: il presidente Abolhassan Banisadr, oggetto di violenta contestazione interna, abbandona l'Iran
- 29 giugno: a Teheran, la sede del partito islamico iraniano è sventrata da un ordigno esplosivo; fra i morti l'ayatollah Mohammad Beheshti, principale collaboratore di Khomeini, l'Iran accusa gli USA
- agosto: l'Iran rompe le relazioni diplomatiche con la Francia per il rifiuto di questa di estradare Bani Sadr, ivi riparato. L'Arabia Saudita] contrasta l'Iraq in seno all'OPEC sulla proposta di aumento del prezzo del petrolio (l'Eni si assicura un'importante fornitura saudita). A Teheran un altro ordigno uccide il premier Mohammad Javad Bahonar.
- 28 settembre: l'Iraq riconquista Abadan
- 29 novembre: nuova offensiva iraniana

1982
- febbraio: Olaf Palme conclude senza successo anche la sua quinta missione di pace
- marzo: la Siria blocca la parte di sua giurisdizione dell'oleodotto iracheno (400 000 barili al giorno) su richiesta dell'Iran
- 22 marzo: offensiva iraniana nel Dezful, riconquista di Khorramshahr
- 4 maggio: in un incidente aereo che si sospetta effetto di un attentato, muore in Iran il ministro algerino Benyalia; Teheran accusa gli Stati Uniti, la tensione fra i paesi arabi (già alta per i fatti della Palestina) cresce vorticosamente
- giugno: l'Iran chiede la destituzione di Saddam Hussein e ingenti indennizzi di guerra come precondizione per trattare la pace, rifiutando l'auto-candidatura dell'Arabia Saudita, che si farebbe garante degli indennizzi, alla mediazione
- 10 giugno: l'Iraq decide un cessate il fuoco unilaterale
- 14 luglio: l'Iran rompe la tregua e attacca in vicinanza di Bassora; pochi giorni dopo invita tutti i paesi arabi a cessare gli aiuti militari a Baghdad
- 2 ottobre: un ordigno incendiario provoca circa 60 morti a Teheran, l'Iran accusa gli Stati Uniti; la penetrazione iraniana è intanto giunta a Mandali, poco distante dalla capitale irachena
- 1º novembre: offensiva iraniana nel Khuzistan che viene riconquistato

1983
- 2 febbraio: bombardamento iracheno sui giacimenti petroliferi di Nowruz; disastro ecologico per il greggio fuoriuscito in mare nel Golfo Persico
- 7 febbraio: a Teheran imponente mobilitazione popolare, per la "offensiva finale" contro l'Iraq
- 14 marzo: alla riunione di Londra dell'OPEC, grave scontro fra Arabia Saudita e Iran; il prezzo del petrolio scende, come richiesto dagli occidentali
- 13 aprile: nuovi bombardamenti iracheni su giacimenti vicini a quelli di Nowruz, il disastro ecologico si aggrava con la compromissione di più di 200 km di coste. Si intensificano gli attacchi missilistici contro l'Iran
- 29 aprile: Emilio Colombo, ministro degli esteri italiano, incontra a Baghdad Tareq Aziz ufficialmente per discutere il finanziamento italiano di una diga sul Tigri
- 20 luglio: truppe irachene avanzano nell'Iraq settentrionale giungendo in prossimità di Kirkuk
- 24 luglio: l'Iraq attacca contemporaneamente 9 città iraniane
- ottobre: le truppe iraniane avanzano su Kirkuk
- novembre: l'Iran prende il controllo dello stretto di Hormuz, l'Iraq tenta l'attacco all'isola di Kharg (centro di smistamento del petrolio iraniano)
- 12 dicembre: Donald Rumsfeld, su mandato di Ronald Reagan, incontra a Baghdad Saddam Hussein e Tareq Aziz, malgrado i due Paesi non abbiano più relazioni diplomatiche

1984
- 1º gennaio: pubblicata la notizia che gli USA considerano contraria agli interessi americani un'eventuale sconfitta irachena
- febbraio: l'Iran conquista le isole Majnun; l'Iraq usa le armi chimiche contro iraniani e curdi
- 11 febbraio: l'Iraq attacca Dezful, gli iraniani avanzano sino al Tigri
- 22 febbraio: navi da guerra USA e britanniche si portano nello stretto di Hormuz per garantirne la navigabilità
- 27 febbraio: bombardamenti iracheni su Kharg
- 27 marzo: primi bombardamenti iracheni su petroliere dello stato avversario, inizia la "guerra delle petroliere" che vengono vicendevolmente attaccate da entrambi i Paesi
- maggio: oltre alla petroliera iraniana Tabriz (13), l'Iraq colpisce una petroliera greca e nel giro di pochi giorni attacca anche naviglio mercantile del Kuwait e dell'Arabia Saudita. Il 17, si ha un crollo alla borsa di Tokyo legato alla crisi del Golfo e il 19 l'Unione Sovietica intima agli Stati Uniti di evitare di intervenire. Gli USA chiamano al sostegno militare i Paesi NATO, minacciando l'estromissione dall'Alleanza Atlantica in caso di rifiuto
- 10 luglio: alla riunione dell'OPEC a Vienna, nuove forti tensioni fra Iran e Arabia Saudita sul prezzo del greggio
- 14 luglio: Iraq e Unione Sovietica stipulano un accordo economico a lungo termine
- 24 agosto: l'Iraq colpisce una petroliera di Cipro
- 26 ottobre: a Roma sono uccisi in due attentati un diplomatico degli Emirati Arabi Uniti e un esponente iraniano
- 26 novembre: Tareq Aziz è a Washington per l'ufficializzazione del riallaccio delle relazioni diplomatiche

1985
- 30 gennaio: in seno all'OPEC l'Arabia Saudita fa passare una riduzione dei prezzi del greggio sollecitata dagli USA, l'Iran (insieme a Libia e Algeria) ignora la risoluzione, l'OPEC resta divisa e indebolita
- 7 marzo: bombardamento iracheno su Dezful con molte vittime civili, offensiva iraniana verso Bassora
- 9 marzo: bombardamento iracheno su Abadan
- 12 marzo: bombardamento iracheno su Teheran
- 15 marzo: attentato iracheno all'università di Teheran
- maggio: inizia la "battaglia delle città", con pesanti attacchi missilistici e bombardamenti da ambo le parti sulle città e sui civili
- 15 agosto: l'Iraq attacca nuovamente Nowruz e Kharg (gli attacchi su quest'ultima proseguiranno ripetutamente)

1986
- 24 gennaio: gli USA accusano (tra gli altri) l'Iran di aver partecipato all'organizzazione della strage di Fiumicino (del 27/12/85)
- 9 febbraio: l'Iran varca lo Shatt al-'Arab e conquista la penisola di Fao
- 20 febbraio: l'Iraq abbatte un aereo civile iraniano, tra le vittime diversi leader politici e religiosi
- 22 febbraio: il Consiglio di sicurezza delle Nazioni Unite invita entrambi i contendenti a rientrare nei confini rispettivamente riconosciuti internazionalmente
- maggio: in pochi giorni l'Unione Sovietica censura sulla Pravda sia gli USA, accusati di usare strumentalizzazioni del terrorismo al fine di poter attaccare l'Iran, sia l'Iran accusato di proteggere la "feccia controrivoluzionaria afghana" (resistenza antisovietica in Afghanistan)
- 7 maggio: bombardate le raffinerie di Teheran
- 2 agosto: lettera aperta di Saddam Hussein all'Iran, con proposta di pace
- 12 agosto: missili iraniani sulla raffineria di Dawra, vicino a Baghdad; l'Iraq attacca 5 petroliere e mette in grave difficoltà il traffico del greggio iraniano
- 19 agosto: attentati a Teheran, circa 20 morti, nell'anniversario della cacciata di Mohammad Mossadeq; il governo accusa gli USA
- 8 settembre: violento bombardamento iracheno su Tabriz
- 13 settembre: bombardamento iraniano su Baghdad, mirato sul quartier generale della polizia
- 6 novembre: scoppia, grazie a un'inchiesta del Washington Post, lo scandalo "Irangate". Il 13 Reagan ammette le forniture militari USA all'Iran, lo stesso giorno si scopre che alcune sono transitate dal porto italiano di Talamone e nascono una polemica interna in Italia e una tensione USA-Italia
- 30 novembre: sale la tensione fra Iran e Italia dopo la trasmissione televisiva "Fantastico" in cui si motteggia Khomeini
- 13 dicembre: Teheran accusa l'Italia di coinvolgimento nel traffico di armi USA verso l'Iran
- 16 dicembre: l'Italia blocca la nave iraniana contenente un iraniano che richiede asilo politico, l'Iran sequestra 6 cittadini italiani sul suo territorio; la crisi è risolta il 18
- 23 dicembre: nuova offensiva iraniana su Bassora, reazione irachena con bombardamenti su petroliere
- 24 dicembre: Falco Accame dichiara che il governo italiano è coinvolto nella fornitura all'Iraq di materiali per la costruzione di armi chimiche

1987
- 8 gennaio: l'Iran lancia l'operazione Karbala 5 e le sue truppe oltrepassano in massa la frontiera cingendo d'assedio la città di Bassora. Dopo i primi successi iraniani che portano Saddam ad ordinare la condanna a morte di diversi suoi ufficiali[8], l'avanzata iraniana si ferma a circa 12 km dalla città e i combattimenti si trasformano in una logorante guerra di posizione.[9][10]
- febbraio: entrambi gli schieramenti dispiegano la quasi totalità delle proprie forze in campo a Bassora. La controffensiva irachena infligge ingenti perdite e gli iraniani sono costretti ad arretrare fino al confine.[10][11][12]

1988
- 17 aprile: nella seconda battaglia di al-Faw gli iraniani vengono definitivamente respinti dal territorio iracheno e l'Iraq riottiene il controllo del traffico marittimo del porto di Bassora. L'uso massiccio di armi chimiche fu decisivo per il rapido successo dell'offensiva.[13]
- 20 luglio: l'Iran, sotto la minaccia irachena di un nuovo attacco in larga scala impiegando armi di distruzione di massa, accetta la risoluzione 598 che prevede il cessate il fuoco, continuando però a reclamare i territori occupati dagli iracheni all'inizio della guerra. Questi furono restituiti nel 1990, poco prima dello scoppio della prima guerra del Golfo.

La guerra incominciò con una fulminea invasione irachena via terra nella regione meridionale (regione iraniana del Khuzestan) e nella settentrionale (Kurdistan iraniano). L'attacco a sorpresa non fu preceduto da una formale dichiarazione di guerra, appunto per conseguire il massimo vantaggio possibile. A ciò si univa il fatto che l'esercito di professione che era il fiore all'occhiello del defunto scià era stato congedato e tutto lo stato maggiore languiva in prigione o era emigrato all'estero. Lo scià era morto in esilio qualche mese prima.
In quell'occasione, la televisione iraniana parlò della scomparsa del "vampiro" e organizzò preghiere pubbliche di ringraziamento. All'opposto, in una riunione del partito unico Baʿth, il dittatore iracheno disse che "...Con la scomparsa del nostro rivale (lo scià), e con l'esercito imperiale sostituito da imberbi ragazzini fanatici, sarà per noi un gioco da ragazzi far fuori la vecchia mummia" (riferendosi a Khomeyni). Dunque il calcolo iracheno si basava su questi fattori:
- attacco fulmineo e sfruttamento dell'effetto sorpresa, senza preventiva dichiarazione formale di guerra.
- Aiuto in termini di finanziamenti e di forniture belliche da parte dei sovrani arabi impauriti del fatto che il khomeinismo potesse dilagare anche nei loro regni.
- Analoghi aiuti da parte delle superpotenze che avevano anch'esse rapporti tesi con l'Iran[16].
- Aiuto da parte degli oppositori interni del regime iraniano[17].
- Embargo sulle forniture militari e congelamento dei beni iraniani all'estero scaturiti con la crisi degli ostaggi americani.
- Epurazione dello stato maggiore iraniano; purghe nei quadri degli alti vertici; abolizione della carriera militare.
- Inferiorità iraniana in termini di aviazione, artiglieria pesante e leggera, mezzi corazzati, radaristica.
- Attacco aereo preliminare, stile Blitzkrieg, con eliminazione al suolo dell'aviazione avversaria, come preliminare per il successivo aiuto tattico alla fanteria corazzata avanzante.

Infatti, i primi due mesi furono un continuo di successi per gli iracheni: subito furono catturate le città di Abadan, Khorramshahr, Dezful, Ahvaz, Susangerd.
Il piano strategico iracheno prevedeva l'attestazione sul Fiume Ulai (Rud-e Karun) a meridione prima di penetrare in profondità nel cuore della Persia, e l'avanzata fino a Teheran a settentrione. Ma molti errori strategici e tattici impedirono la riuscita dell'avanzata.
I fattori principali che fecero fallire l'impresa furono:
- la repentina mobilitazione iraniana; con il compattamento dell'opinione pubblica attorno al governo, e l'emarginazione dei partiti di sinistra che stavano per incominciare a lottare contro gli islamisti; il partito comunista iraniano, una delle formazioni più forti, fece fronte unito con i suoi avversari ("i religiosi") per spirito patriottico, anche quando molti dei suoi dirigenti venivano imprigionati e fucilati.
- L'appoggio iraniano ai curdi iracheni che costituivano, assieme agli sciiti iracheni i principali oppositori interni del regime ba'thista.
- Il fanatismo delle "ondate umane" iraniane[18].
- Le forniture militari[19] ufficiali e clandestine[20] all'Iran.
- La ricostituzione del vecchio stato maggiore dell'esercito persiano con la liberazione dei generali da parte del regime; gli ufficiali iraniani e l'esercito in generale erano ancora in parte fedeli allo Scià, ma più di ogni altra cosa erano nazionalisti e patrioti, che non avrebbero potuto che combattere contro l'invasore.
- L'esito positivo della crisi degli ostaggi americani.
- I costi eccessivi di una guerra di posizione che i due paesi non furono in grado di sostenere a lungo e che distrussero l'economia irachena[21]. Tali debiti costituirono la causa della successiva catastrofica impresa del regime ba'thista, l'invasione del Kuwait.
- L'arroccamento dei mezzi corazzati in disposizione di batterie fisse di cannoni, che impedì lo svolgimento del loro compito principale, ovvero la mobilità atta a sfondare il fronte avversario.
- La mancata eliminazione dell'intero ammontare di aeromobili avversari, tanto che, nei primi mesi di guerra, l'iniziativa aerea era solo iraniana[22].
- La scarsa preparazione delle forze irachene, un esercito di coscritti che adottava gli schemi antiquati della strategia sovietica.[23]

## Il sostegno internazionale all'Iraq
Lo sviluppo dei rapporti con l'Unione Sovietica, con la quale l'Iraq era legata fin dal 1972 da un "trattato di amicizia e cooperazione" e della cui "sfera di influenza" faceva parte, dette un importante aiuto all'Iraq, così come il supporto da parte dei paesi del patto di Varsavia e l'acquisto di armi dall'Egitto, dalla Francia, dall'Italia, dalla Germania, dalla Gran Bretagna.
L'Iraq ricevette grossi finanziamenti economici da parte dei paesi arabi del Medio Oriente, in particolar modo dall'Arabia Saudita, dagli Emirati Arabi Uniti, dalla Giordania e dal Kuwait.
Il Sudan invió delle truppe a sostegno dell'esercito iracheno.
Ottenne inoltre dagli USA, dal 1984 fino alla fine della guerra, aiuti consistenti fondamentalmente in consiglieri militari, supporto di intelligence e in qualche misura in materiali "a doppio uso" (militare e civile) da parte di aziende USA che riuscirono a evadere l'embargo delle armi decretato dal Congresso, e mai rimosso. Con gli USA Baghdad riallacciò regolari relazioni diplomatiche nel novembre del 1984, dopo una lunga interruzione risalente al 1967, epoca della guerra dei sei giorni. Tuttavia già da uno-due anni prima l'Amministrazione USA di Ronald Reagan, contravvenendo in segreto agli "emendamenti Boland" che lo vietavano, aveva incominciato a dare qualche supporto di intelligence al regime iracheno.
L'Iraq di Saddam Hussein ottenne infine da varie nazioni, principalmente dalla Germania, elementi utili alla fabbricazione di armi chimiche, che vennero ampiamente usate sia per la repressione dei curdi, sia contro le truppe e i civili iraniani.

## 1981: Osirak e il ruolo di Israele
È ancora da chiarire con precisione quale sia stato nell'intera vicenda il ruolo di Israele che, all'epoca dello Scià, aveva avuto in via ufficiosa rapporti sostanzialmente amichevoli con l'Iran, forse nel quadro di possibili azioni geo-strategiche di sorveglianza dell'area vicino-orientale e del Golfo Persico.
Nel corso del conflitto Iraq-Iran, peraltro, l'aviazione dello Stato ebraico attaccò il 7 giugno 1981 - con una manovra di elevato significato tecnologico e strategico - l'impianto nucleare iracheno di Osirak, costruito e fornito a Baghdad dai francesi nel 1972.
L'impianto venne bombardato in un'unica ripresa dall'aviazione israeliana che, nell'occasione, aveva fatto dipingere gli aerei con colore mimetico intonato al paesaggio desertico ed esponeva i contrassegni giordani.
Attorno a questo impianto si erano sviluppate pubblicamente polemiche e preoccupazioni, provocate dalla volontà proclamata dallo stesso Saddam Hussein di dotarsi di armamenti nucleari.
In quell'occasione gli Stati Uniti condannarono il raid israeliano.
Secondo il giornalista Nicholas Kristof, se non fosse stato per l'attacco, "l'Iraq avrebbe ottenuto armi nucleari negli anni ottanta, avrebbe potuto avere adesso una provincia chiamata Kuwait e un pezzo dell'Iran."

## Il sostegno israeliano all'Iran
Israele fornì all'Iran armamenti pari a un valore di 75 milioni di dollari da depositi delle industrie militari israeliane e delle forze armate israeliane, nell'Operazione Seashell del 1981. Il materiale includeva 150 cannoni anticarro M-40 con 24 000 proiettili per ogni cannone, pezzi di scorta per carri armati e aerei, proiettili da 106 mm, 103 mm e 175 mm e missili TOW. Questo materiale fu trasportato inizialmente attraverso mezzi aerei della compagnia argentina Transporte Aéreo Rioplatense e in seguito attraverso mezzi navali.
Il trafficante di armi israeliano Yaakov Nimrodi stipulò un accordo con il Ministero della Difesa dell'Iran per vendere armi per un valore di 135842000 $ inclusi missili MGM-52 Lance, M712 Copperhead e missili Hawk. Nel marzo 1982, il The New York Times citò documenti che indicavano che Israele aveva fornito metà o più di tutte le armi destinate a Tehran nei precedenti 18 mesi, ammontando ad almeno 100 milioni di dollari in vendite. Il settimanale italiano Panorama riportò che Israele aveva venduto al regime di Khomeini 45 000 mitragliatrici Uzi, missili anticarro, obici e pezzi di ricambio per aerei militari. "Una larga parte del bottino sottratto al OLP durante la Guerra in Libano del 1982 finì a Tehran," affermò il settimanale.
Anche l'investitore e finanziere israeliano Marc Rich fu strumentale nella vendita di armi all'Iran. Dopo la rivoluzione, il governo iraniano incontrò notevoli difficoltà a vendere petrolio a mercati internazionali in quanto molte compagnie europee lasciarono l'Iran. Marc Rich inviò i dirigenti della Glencore in Iran per una settimana dopo la rivoluzione e divenne il più importante fornitore di petrolio iraniano per 15 anni. Nella sua autobiografia, The King of Oil, Rich affermò che aveva venduto armi all'Iran in cambio della vendita di petrolio iraniano a Israele attraverso una conduttura segreta. Egli affermò che entrambi i governi erano a conoscenza di questa transazione. Per queste azioni, e per aver violato le sanzioni all'Iran, Rich fu inserito nella lista dei ricercati dell'FBI per molti anni fino a quando Bill Clinton gli concesse la grazia nell'ultimo giorno del suo mandato. Dirigenti del Mossad come Avner Azular e Shabbtai Shevit scrissero personalmente entrambi a Clinton per fargli concedere la grazia.
John Bulloch e Harvey Morris osservano che gli israeliani progettarono e produssero gli enormi blocchi di polistirene che le forze d'assalto iraniane usavano per realizzare vie di comunicazione improvvisate attraverso le difese irachene a Bassora; Israele permise agli aerei iraniani di volare nonostante una mancanza di pezzi di ricambio; e istruttori israeliani insegnarono a comandanti iraniani come gestire le truppe.
Nonostante tutti i discorsi dei leader iraniani e le denunce contro Israele alle preghiere del venerdì, erano presenti non meno di circa cento consiglieri e tecnici israeliani in Iran in ogni momento durante la guerra, ospitati in un campo isolato e attentamente sorvegliato giusto a nord di Tehran, dove rimasero perfino dopo il cessate il fuoco.
Nell'agosto 1982 Aerospace Daily osservò che il supporto di Israele fu "cruciale" per consentire all'aviazione militare dell'Iran di volare contro l'Iraq. Le vendite israeliane includevano anche pezzi di ricambio per i caccia di fabbricazione americana F-4 Phantom. Anche Newsweek riportò che dopo che un disertore iraniano atterrò il suo F-4 Phantom in Arabia Saudita nel 1984, esperti dell'intelligence determinarono che molte delle sue parti erano state in origine vendute da Israele.

## 1982: sostanziale equilibrio
Nel 1982 l'esercito iraniano riconquistò la città di Khorramshahr e questo indusse l'Iraq a proporre la pace all'Iran, mentre l'Arabia Saudita si disse disposta a risarcire il Paese per i disastri del conflitto. Il governo iraniano però si oppose, rifiutando una pace che non restaurava la situazione anteriore allo scoppio delle ostilità e la guerra riprese più feroce di prima, tanto che per le strade della capitale comparvero slogan bellici, come ad esempio quello che affermava:
Morire da martire, significa iniettare sangue nelle vene della società.
Nella primavera del 1982 la situazione militare sul fronte orientale iracheno (occidentale iraniano) si stabilizzò al termine di due poderose offensive e controffensive nella regione di Dezful e di Khorramshahr.
La situazione di sostanziale equilibrio rientrava nei desiderata di tutte le cancellerie occidentali, che vedevano da una parte con grande preoccupazione l'esperienza iraniana e ne temevano il contagio in tutto il Vicino Oriente, e dall'altra temevano l'eccessivo rafforzamento nell'area dell'Iraq del regime ba'thista di Saddam Hussein.

## 1983: Iraq in difficoltà
Dopo la primavera del 1982 l'Iraq cominciò seriamente a considerare l'opportunità di rientrare nei suoi precedenti confini nazionali, sgomberando il territorio iraniano occupato nel corso della prima veemente offensiva del 1980.
Nel suo tentativo di mediazione incontrò però un netto rifiuto da parte del regime iraniano, che era riuscito a risvegliare nel paese un sentimento patriottico e a sopire in tal modo non pochi contrasti interni.
Nell'ottobre 1983 l'Iran riusciva a passare alla controffensiva generale, cogliendo successi che sarebbero sembrati impossibili fino ad alcuni mesi prima, tanto da penetrare nello stesso territorio nazionale iracheno. La reazione irachena fu quella di tentare di strangolare economicamente l'Iran impedendo l'ingresso e l'uscita delle navi petroliere dirette ai terminali petroliferi iraniani, facendo venir meno il flusso di valuta pregiata indispensabile a procurarsi armi sul mercato illegale internazionale.
Nel febbraio 1984 l'Iran attaccò le isole Majnūn, al largo dello Shaṭṭ al-ʿArab, il braccio congiunto dei fiumi Tigri ed Eufrate, poco prima dello sbocco in mare in corrispondenza pressappoco di Basra.
L'Iraq respingeva l'offensiva facendo largo uso di armi chimiche, che saranno in seguito impiegate anche a Halabja per sedare l'insurrezione dei curdi iracheni.
Nonostante l'uso di armi chimiche sia proibito, l'Iraq durante il corso della guerra non ricevette mai alcun tipo di sanzione.

## 1985: iniziative di pace ONU
Una missione di pacificazione del Segretario generale delle Nazioni Unite, Pérez de Cuéllar, fallì nell'aprile 1985 a causa dell'intransigenza di Teheran che esigeva la condanna dell'Iraq come aggressore, il pagamento dei danni di guerra e l'allontanamento di Saddam Hussein.
Subito dopo la notizia irachena della riconquista delle isole Majnūn nel 1986, il 9 febbraio di quell'anno l'Iran lanciava l'offensiva Val Fajr-8 che mandava in rotta le difese irachene le quali perdevano il controllo del porto di Fāw, risultato consolidato dalla successiva offensiva iraniana denominata Val Fajr-9.
Le successive operazioni iraniane, definite Kerbelāʾ (4, 5 e 6), portarono l'Iran nella zona di Basra, impegnando le forze irachene nell'area di Qasr-e Shirin.

## 1986: lo scandalo "Irangate" o "Iran-Contras"
Nel gennaio 1986 esponenti dell'amministrazione Reagan assicuravano segretamente la vendita a Teheran di importanti forniture militari (cosiddetto scandalo "Irangate" o "Iran-Contras") il cui massimo artefice fu il tenente colonnello Oliver North, membro dello staff del Consiglio per la sicurezza nazionale.
L'operazione, che usava fondi neri creati con la vendita di armi all'Iran (in cambio del rilascio di sette ostaggi statunitensi detenuti in Libano dal gruppo paramilitare filo-iraniano Hezbollah) per finanziare i guerriglieri anti-sandinisti Contras nella guerra civile nicaraguense, violava apertamente una serie di delibere del Congresso statunitense che vietavano all'amministrazione sia di intervenire nella guerra civile nicaraguense sia di fornire armi ai contendenti del conflitto Iran-Iraq.

## 1987-1988: il ruolo dell'ONU. La risoluzione n. 598 e la fine del conflitto
Nel 1987 dopo anni di guerra in cui il conflitto era in situazione di stallo, il Golfo Persico salì alla ribalta dell'opinione pubblica mondiale quando Iran e Iraq estesero le ostilità al traffico marittimo commerciale coinvolgendo anche navi appartenenti a nazioni neutrali. Le nazioni occidentali inviarono nella zona alcune unità navali per garantire la protezione del traffico commerciale (operazione Earnest Will). Tra le navi coinvolte negli attacchi la motonave italiana Jolly Rubino, attaccata da parte dei Guardiani della rivoluzione iraniani. L'attacco spinse la Marina Militare Italiana a inviare un contingente nell'area, formato da fregate, unità logistiche e cacciamine impegnate in operazioni di scorta al naviglio mercantile e di bonifica da mine navali. Al termine della missione, denominata Golfo 1, la bandiera della Marina Militare venne decorata con la croce dell'Ordine militare d'Italia, dimostrando al contempo la bontà dell'opera di potenziamento.
Il 20 luglio 1987 il Consiglio di sicurezza dell'ONU chiedeva un cessate il fuoco ma la pretesa iraniana che si condannasse l'aggressione irachena fece fallire il possibile avvio di una tregua armata.
Nell'agosto del 1988, a 8 anni dallo scoppio delle ostilità e dopo la morte di oltre 1 milione di uomini e donne, la risoluzione n. 598 dell'ONU con la sua proposta di cessazione delle ostilità, fu inaspettatamente accettata dai due paesi ormai ridotti in realtà allo stremo e il 9 agosto 1988 il Consiglio di sicurezza poté votare la creazione dell'UNIIMOG, incaricato di sovraintendere al rispetto della tregua.
Il cessate il fuoco non garantì il ritorno all'Iran dei territori occupati da parte dell'Iraq: questo avvenne solamente nel dicembre 1990, alla vigilia della guerra per la liberazione del Kuwait, poiché il dittatore iracheno desiderava garantirsi di non avere un secondo fronte aperto. L'ayatollah Ruhollah Khomeyni (1902 - 1989), massima carica spirituale del Paese, da sempre contrario alla cessazione delle ostilità fu indotto - come affermò pubblicamente - "a bere l'amaro calice della tregua" su pressione del delfino e presidente del consiglio, Ali Akbar Hashemi Rafsanjani.
Rafsanjani era, infatti, un "pragmatico" ed era conscio che lo stato era al collasso militare, civile, internazionale. Nel frattempo, la guerra, oltre a causare centinaia di migliaia di vittime, militari e civili, fornì il pretesto all'ala radicale della teocrazia iraniana per epurare l'ala moderata: l'ayatollah Mohammad Beheshti, capo degli intransigenti, divulga finti documenti su un ipotetico complotto contro la vita di Khomeini e per il rovesciamento della Repubblica islamica.
Abolhassan Banisadr fu dimissionato dalle cariche di presidente della Repubblica e capo di stato maggiore dell'esercito e dovette riparare in esilio a Parigi nel luglio 1982, mediante un rocambolesco dirottamento aereo, temendo per la propria vita. Meno fortunato fu l'altro delfino di Khomeini caduto in disgrazia, Sadegh Ghotbzadeh che, assieme a Bani Sadr, fu accanto a Khomeini al tempo del suo esilio: destituito dalla carica di ministro degli esteri e delle telecomunicazioni, fu arrestato nell'aprile 1982 e costretto a un'umiliante autocritica in televisione. Il tribunale rivoluzionario, presieduto dall'ayatollah Sadegh Khalkhali (1927 - 2003) emise il verdetto di condanna a morte. All'alba del 15 settembre 1982 passa nelle mani del boia. Bani Sadr, anni dopo, pubblicò un pamphlet dall'eloquente titolo: "Padre, ecco la verità!", in cui rivolse un'attenta e ponderata critica alle degenarazioni della politica religiosa, per le quali "la Rivoluzione aveva divorato i suoi figli", evidente riferimento alla propria condizione e a quella del collega giustiziato.